# 天羽希純
天羽 希純（あまう きすみ、1996年〈平成8年〉8月12日 - ）は、日本のアイドル、タレント、モデル、グラビアアイドル。女性アイドルグループ・#2i2のメンバー。東京都江戸川区出身。ゼロイチファミリア所属。
本名は、小松 希純。愛称は「きすみん」「きっちゅー」。ファンの総称は「ちゅー魔」。

## 略歴

### アリスプロジェクト時代
2013年3月24日、アリスプロジェクトに正式に所属。当時の芸名は伊藤 みう。27日に「新人アイドルブログ♪♪」初更新となり、31日にはアリスプロジェクトの常設劇場P.A.R.M.Sにアリス嬢として初参加。
4月14日、アイドルユニット「ぱー研！」の研究生に選ばれ、17日に個人ブログ「伊藤みう成長日記with you…♪」を開設。
5月25日、アイドルユニットぱー研！の正規メンバーとしてデビュー。同年8月19日、P.A.R.M.Sの1部で生誕祭が開催された。
9月1日、P.A.R.M.Sの2部公演で「トッピング☆ガールズFINAL」のメンバーに選ばれ、10月12日には『大つけ麺博』会場特設ステージにてトッピング☆ガールズFINALとして初ステージに立つ。
12月10日、ぱー研！が年内で解散することが発表され「アーマーガールズ」への昇格が決定。30日のぱー研！解散ライブ後、31日にアーマーガールズのデビューライブが行われる。
2014年6月7日、「Prism」に加入。同年8月15日、P.A.R.M.Sの2部公演で生誕祭が開催されたが、11月9日、アーマーガールズ、そして「仮面女子」を卒業し、事務所を退所。
2016年10月23日、「QT♡かぷせる」の小松 きすみとして再デビューし、黒白を担当カラーとするが、翌年1月29日にQT♡かぷせるを卒業。

### READY TO KISS時代
2017年3月26日、「READY TO KISS」「SAY-LA」の候補生ユニット「BABY TO KISS」の天羽 希純として再々デビュー後、6月28日には7月5日より「READY TO KISS」へ昇格することが発表され、昇格当日は新宿BLAZEにて初ライブを行う。8月15日に生誕祭がを開催。
2018年7月7日及び8日に行われた『アイドル横丁夏まつり!!〜2018〜』アイドル横丁・グラドル横丁に初参加。8月11日、生誕祭を開催。
2019年1月、雑誌『cream』（ワイレア出版）2019年2月号で初の雑誌表紙を担当。同月に開かれた1stDVD発売イベントは久松郁実以来という完売札止めとなり、特典希望者が多くいたために会場を移動して継続される事態となった。
2020年6月17日、在籍2年でREADY TO KISSを卒業することを発表。コロナ禍などの事情で卒業ライブを行わないとされていたが、実際は同年6月29日に配信公演という形で行われ、これをもって所属していたi-GETを退所した。

### ゼロイチファミリア移籍後
2020年8月1日にゼロイチファミリアへの所属を発表した後、11月26日にはアイドルユニット「#2i2（ニーニ）」への加入が発表される。
2020年12月3日、#2i2 が『週刊ヤングジャンプ』の表紙、巻頭・巻末グラビアを飾り、正式にアイドルデビュー。同月9日、サンリオピューロランドで開催された『#馬馬馬小鹿（#ババババンビ）サンリオピューロランドに参上するの巻。』にて、#2i2のデビューライブを実施したが、翌2021年1月4日、持病の悪化・体調不良により緊急入院し活動休止となる。
2021年1月19日『ヤングチャンピオン烈』（秋田書店）の漫画誌初ソロ表紙を飾る。
2021年3月7日、イマドキ撮影会にて現場復帰。同年3月26日、#ババババンビ主催ライブ馬馬馬馬鹿者祭にてライブ復帰（2曲のみ参加）。
2022年5月30日『週刊プレイボーイ』（集英社）にてグラビア復帰（ゼロイチファミリアから4名掲載）。6月4日に高田馬場BSホールにて発売記念イベントが開催された。イベントでは表紙掲載でないにもかかわらずグラビア復帰のお祝いに集まったファンの列が場外まで伸びた。デジタル限定写真集「待ちきれない」が発売。
2022年6月23日発売『週刊ヤングジャンプ』（集英社）にグラビア掲載。同月25日に発売記念イベントを開催。(ゼロイチファミリアから4人掲載)　同6月30日デジタル限定写真集(YJ PHOTO BOOK)「この状況、マジでキスしたい！」発売。
2022年9月5日『週刊プレイボーイ』（集英社）にグラビア掲載。デジタル限定写真集「絶好調」発売。オフショットがTwitterにて連日万バズしSNSのフォロワーが急増し始める。
2022年9月16日『ヤングガンガン』（スクウェア・エニックス）にてグラビア掲載（ヤングガンガン初掲載）。オフショットのハッシュタグや関連ワードが連日Twitterのトレンド入りする。
2022年11月15日『ヤングチャンピオン烈』（秋田書店）2回目のソロ表紙を飾る。スペシャルふろくとして「天羽希純特製両面クリアファイル」が封入された。同11月19日東新宿にて発売記念イベント開催。快・決いい会議室 Aにて開催されたソロイベントは会場の3階から階段を下り隣のバトゥール新宿を越え横道路が最後尾になるほどの動員になった。
2022年11月24日 DVD『きすみじゃなきゃやだ！絶対♡』発売。2023年1月21日 DVDイベント開催。
2022年12月22日『FLASHスペシャル』（光文社）にレトロポップなグラビア掲載。応募者全員サービスでは定番の図書カード他B2ポスターや等身大ポスターなどの個人グッズが用意された。
2023年2月3日『ヤングガンガン』（スクウェア・エニックス）初の表紙を担当、特別付録で天羽希純両面クリアファイルが封入、同グループ森嶋あんりが巻末グラビアに掲載。2月5日サンシャインシティ展示ホールA-1にて表紙イベントも開催された。
2023年4月12日、東京・渋谷Spotify O-EASTで行われた『#いどみん生誕ツアー2023  LEADING ID』における #2i2のライブ中にステージから転落し、負傷。緊急搬送された。
2023年5月9日『ヤングチャンピオン』（秋田書店）の表紙を飾る。
2023年5月19日『ヤングガンガン』（スクウェア・エニックス）の表紙を飾る。
2023年6月 TIF2023PR大使決定戦 動画配信サービスミクチャ（株式会社DONUTS）内総合ポイントランキング1位入賞。
2023年6月 TIF2023『ソロTIF』企画『TIF2023PR大使決定戦』 グランプリ受賞。グランプリ 天羽希純(#2i2)、準グランプリ 竹越くるみ(Devil ANTHEM.)　、準グランプリ ちぎら（アンスリューム）
| 特典                                          | 内容 |
| --------------------------------------------- | --- |
| スポットCM出演                                | コメントや#2i2のライブ映像がTIFのスポットCMで放送された。 |
| ポスター出演                                  | 天羽希純のソロとPR大使3名の横型ポスターが東京テレポート駅階段に掲示。 PR大使3名の縦ポスターが都内のライブハウス等に掲示された。                                                                  |
| TIF2023会場での 会場アイドルコール声出演      | 2023年8月4.5.6日に開催のTIF2023の全てのステージにおいて 「東京アイドルフェスティバル2023 supported byにしたんクリニック ファースト（ネクスト）アイドル イッツ ショータイム」の台詞が使用された。 |
| フジテレビ地上波 『プレミアの巣窟』ゲスト出演 | （2023年7月放送に出演） 2週に渡り放送。 |

2023年7月31日『週刊プレイボーイ』（集英社）の表紙を初担当。DVD付録封入。
2023年8月18日『ヤングガンガン』（スクウェア・エニックス）の表紙を担当。
2023年10月『グラビアザテレビジョン』（KADOKAWA）Gテレの表紙を担当。
2023年10月19日『週刊ヤングジャンプ』（集英社）の表紙を初担当。
2023年10月『ENTAME SPOTLIGHT』（徳間書店）の創刊号初表紙を担当。
2023年11月21日『漫画アクション』（双葉社）初掲載で初表紙を担当。両面クリアファイル付きの付録付き。漫画アクションデジタル写真集「Happiness!」同時発売。
2023年11月30日【デジタル限定】天羽希純写真集 Gテレデジタル！（Ｇテレデジタル！）（KADOKAWA）を発売。
2023年12月6日『月刊少年チャンピオン』（秋田書店）2024年1月号 初掲載初表紙。
2023年12月15日12:00よりリモートチェキオンラインサイン会を開催。
2023年12月12日『FLASH』（光文社）表紙掲載。12月15日15:00よりリモートチェキオンラインサインチェキ会が開催、同日19:00より東新宿「快・決いい会議室」にてサインチェキ会を開催。
2023年12月18日、集英社のデジタルコンテンツから選出される「グラジャパ!アワード2023」で特別賞受賞。
2023年12月26日『ヤングチャンピオン』（秋田書店）2024年2月号 2回目の表紙掲載。W付録とじこみ両面ポスター、特製クリアファイル。
2023年12月28日『月刊エンタメ』（徳間書店）2024年2月号に「ENTAME SPOTLIGHT」創刊号に載せきれなかったアザーカット7ページ公開。
2024年1月16日『ヤングチャンピオン烈』（秋田書店）2024年2/25号にて3回目のソロ表紙を飾る。
2024年1月26日『ヤングアニマル』（白泉社）2024年2/9号のソロ表紙を飾る。
2024年2月26日『週刊プレイボーイ』（集英社）の11号2回目の表紙を担当。DVD付録封入
集英社より写真集発売の告知が解禁された。
2024年4月9日『BOMB』（ワン・パブリッシング）ボム2024年5月号の初表紙を担当した。
別冊付録両面超BIGポスター
2024年11月13日、初のソロ曲となる「希う」をデジタルリリース。

## 人物
- 家族構成は両親、弟2人（3歳下と8歳下）の5人家族[25][7]。
- 2020年4月の時点で「バブ」「ぷり」「ポン」という3匹の猫を飼っている[28]。
- 好きな食べ物は栗きんとん。苦手な食べ物は野菜[5]。健康管理、体調管理、体型管理にはとても気を遣っているとのこと。
- 趣味はクラシック鑑賞、温泉・銭湯巡り、御朱印集め。神社も好き[5]。特技はピアノ、トロンボーン[5]、水泳。
- 将来の夢は女優になること、武道館ライブをすることを挙げている。数々のアイドルグループを経験しており、「普通に生きてちゃ目立てない」[17]を座右の銘としている。
- 「希純（きすみ）」という名前は、氷室京介ファンの父によって、氷室の曲「KISS ME」から名付けられた[29]。
- 母親の影響を受けてか看護学生時代あり。
- 八百屋、居酒屋、東京ドームシティでアルバイトをした経験がある。
- アーマーガールズとしてデビューする前に、乃木坂46の2期生オーディションを受けて落ちた経歴がある[20]。その乃木坂46のブログはブックマークに入れてしょっちゅう見ているほどで、いつか共演して必ず追い抜いてみせるという野望を抱いている[30]。
- 『週刊プレイボーイ』（集英社）開催「適乳（てきちち）」番付には選ばれていないものの、自分こそがという思いで「適乳」をグラビアアイドルとしての売りにしている[16]。2022年まではスリーサイズを前述のように公表していたが、2023年現在では身長以外を非公表にしている[6]代わりにバストはGカップと公表している[3]。
- 実年齢よりも幼く見え、『cream』の常連モデルを務めていた。自身では「高校3年生の受験シーズンの感じ」[17]と例えている。
- 所属する#2i2の最年長メンバー。チームへの思い入れや責任感が強く、#2i2をより有名にしたいとの思いがモチベーションになっている。
- 本人は自分が不在の間#2i2のメンバーに支えてもらった事をとても感謝しており、そのメンバーの気持ちに応えるため頑張り続けたいとのこと。チーム愛も人一倍強い。
- 家族想い、メンバー想い、動物想いである。動物愛好家であり、2023年6月時点で3匹の猫と4匹の犬を飼っている。
- 人柄は明るく、謙虚さを兼ね備えている。TIF2023PR大使決定戦総合ポイントランキング1位になった際も、本人の実力ではなくファンのお陰だからとのコメントを添えている。イベントでは周囲から「神対応」と称されており[31]、ファンとの触れ合いを大事にしている。これは学生時代交流が下手くそで、煙たがれた経験から、好きって言ってくれる人にはできるだけ感謝を伝え[31]、1回でもドキッとして帰ってもらいたい、思い出の爪痕を残したい考えからの行動である[31]。
- 2023年9月2日、国指定の難病である潰瘍性大腸炎に罹患していることを、自身のSNS投稿で公表した[32][33]。
- 2024年10月10日夜にバイクとの接触事故に遭い、頭部を縫う怪我を負ったことをグループ公式サイトが発表した[34]。
- 2024年10月28日、ヒカルチャンネルのお泊まりシリーズに初出演。

## 所属していたユニット
- アイドルユニット「ぱー研!」
- アイドルユニット「トッピング☆ガールズFINAL」
- アイドルユニット「アーマーガールズ」
- アイドルユニット「仮面女子」
- アイドルユニット「Prism」
- アイドルユニット「QT♡かぷせる」
- アイドルユニット「81moment」(加入予定だったが加入せず)
- アイドルユニット「BABY TO KISS」
- アイドルユニット「READY TO KISS」
- アイドルユニット「#2i2」

## 出演

### テレビ番組
- 全力坂（2013年10月28日・11月5日、テレビ朝日）
- お悩みハレルヤ（2014年3月22日、フジテレビ）
- ランク王国（2014年5月24日、TBS）
- 音流（2017年9月1日、テレビ東京）
- アイドルゾーン20時（2019年4月1日 - 6月28日、TOKYO MX2） - アシスタント[35]
- オールナイトフジコ（2023年4月29日、フジテレビ）
- るてんのんてる（2023年7月1日・8日、読売テレビ）
- プレミアの巣窟（2023年7月9日・16日、フジテレビ） - TIF2023PR大使
- 何か“オモシロいコト”ないの？「第6回 川島海荷が大困惑！菊池風磨20人・・・本物はどれ？」（2023年11月7日、フジテレビ） - 社長秘書 役

## 作品

### 配信楽曲
| # | 配信開始日     | タイトル | 販売形態               | 作詞       | 作曲     | 備考                                     |
| - | -------------- | -------- | ---------------------- | ---------- | -------- | ---------------------------------------- |
| 1 | 2024年11月13日 | 希う     | デジタル・ダウンロード | 永原さくら | KOJI oba | タイトルの「希う」は『こいねがう』と読む |

### イメージビデオ
- Kiss Me（2018年12月25日、エアーコントロール）[36][37][38]
- my first kiss（2019年6月25日、エアーコントロール）[39][40]
- ずっと、きすみに夢中！（2020年8月21日、イーネット・フロンティア）[41]
- きすみじゃなきゃやだ！絶対♥（2022年11月24日、イーネット・フロンティア）[42]
- 君の願いはちゃんと叶うよ（2023年8月25日、イーネット・フロンティア）[43]

### 写真集
- A...？（2020年4月23日、双葉社、撮影：植野恵三郎）ISBN 978-4575315462[44]
- きすみすき（2024年4月24日、集英社、撮影：鈴木ゴータ）ISBN 978-4087901597[45]

### デジタル写真集
- ELFy BooKs vol.02（2019年2月5日、ジーオーティー、撮影：SASAKI Nobuyuki）
- はじめまして“あまう きすみ”です（2019年6月3日、集英社［週プレ PHOTO BOOK］、撮影：熊谷貫）
- 銭湯で大はしゃぎ！（2019年12月27日、光文社［FLASHデジタル写真集］、撮影：門嶋淳矢）[46]
- 天羽希純、始まる。（2021年1月4日、集英社［週プレ PHOTO BOOK］、撮影：唐木貴央）[47]
- 待ちきれない（2022年5月30日、集英社［週プレ PHOTO BOOK］、撮影：前康輔）[48]
- 絶好調（2022年9月5日、集英社［週プレ PHOTO BOOK］、撮影：東京祐）[49]
- かわいいだけじゃない！（2023年3月27日、集英社［週プレ PHOTO BOOK］、撮影：鈴木ゴータ）[50]
- MEMORIAL（2023年7月31日、集英社［週プレ PHOTO BOOK］、撮影：鈴木ゴータ）[51]
- Happiness!（2023年11月21日、双葉社［漫画アクションデジタル写真集］、撮影：岡本武志）[52]
- 揺蕩う羽は海を泳ぐ（2023年11月30日、KADOKAWA［Ｇテレデジタル！］）[53]
- エキゾチックLOVE（2024年1月23日、光文社［FLASHデジタル写真集］、撮影：岡本武志）[54]
- きすみすき（2024年4月26日、集英社［週プレ PHOTO BOOK］、撮影：鈴木ゴータ）[55]
- 君の心を撮りたいんだ Part.1 天羽希純の場合（2024年5月24日、主婦の友社［STRiKE! DIGITAL PHOTOBOOK 054］、撮影：佐藤佑一）
- Kiss Me Angel（2024年7月12日、宝島社［GIRLS graph.デジタル写真集］、撮影：Takeo Dec.）
- 濡羽色のテンプテーション（2024年10月7日、少年画報社［デジタルブルグラ］、撮影：LUCKMAN）[56]
- メルティーキスミー（2024年10月7日、少年画報社［デジタルブルグラ］、撮影：LUCKMAN）※DMMブックス限定[57]
- 見せつけてやるぜ！（2024年12月2日、集英社［週プレ PHOTO BOOK］、撮影：唐木貴央）[58]
- Are you ready?（2025年1月7日、光文社［FLASHデジタル写真集］、撮影：横山マサト）[59]
- こっち見ていいよ（2025年1月21日、双葉社［漫画アクションデジタル写真集］、撮影：オノデラカズオ）[60]